# 云后的太阳
《云后的太阳》（英語：The Sun Behind the Clouds: Tibet's Struggle for Freedom）是一部纪实纪录片，描写了西藏流亡人士十四世达赖喇嘛的经历，同时也描述了2008年3月西藏首府拉萨发生的藏人和汉人之间的暴力冲突事件，流亡藏人徒步回家行动，以及奥运火炬传递中流亡藏人与中国留学生等等。

## 参赛棕榈泉国际电影节
《云后的太阳》参加了第21届美国棕榈泉国际电影节。《云后的太阳》参赛国家为印度。影片长度为79分钟，制片人是利图·萨然。放映时间为1月10日和1月12日两场。为这部纪录片配乐的是曾经为李安的《断背山》配乐的奥斯卡最佳原创歌曲奖获得者古斯塔沃·桑塔欧拉拉。

### 中华人民共和国抵制
《云后的太阳》中还援引西藏精神领袖达赖喇嘛的话，明确表明他寻求中间路线，不寻求西藏独立。然而，两个中国电影制片商把这部纪录片称为藏独的电影。《云后的太阳》受到抵制。原定参加棕榈泉电影节的中国参赛影片《南京！南京！》和《超级50》退出影展。《南京！南京！》导演陆川表示，自己4日早上才知道会有藏独题材纪录片参展，并已第一时间决定退出影展。 “一切以国家利益为重，我们的态度就是必须、而且没有任何商量余地地退展。”